# Jouhet
Jouhet település Franciaországban, Vienne megyében. Lakosainak száma 510 fő (2022. január 1.). Jouhet Antigny, Haims, Journet, Leignes-sur-Fontaine, Montmorillon és Pindray községekkel határos.

## Népesség
A település népességének változása:
| Lakosok száma | 515  | 521  | 532  | 527  | 527  | 525  | 526  | 518  | 510  |
|               | 2013 | 2015 | 2016 | 2017 | 2018 | 2019 | 2020 | 2021 | 2022 |